# فرودگاه سرینگر
فرودگاه سرینگر (به انگلیسی: Srinagar Airport) (به زبان بومی: Sheikh ul Alam Airport) یک فرودگاه همگانی و نظامی مسافربری با کد یاتا SXR است که یک باند فرود آسفالت دارد و طول باند آن ۳۶۸۵ متر است. این فرودگاه در شهر سرینگر کشور هند قرار دارد و در ارتفاع ۱۶۵۵ متری از سطح دریا واقع شده است.